# Rockwell B-1 Lancer
Le Rockwell B-1 Lancer est un bombardier stratégique à long rayon d'action et à géométrie variable développé par les États-Unis dans les années 1970. Il a été construit, hors prototypes, à 100 exemplaires et 60 sont toujours en service en 2020, flotte passant à 45 à partir du 23 septembre 2021. Il est surnommé « The Bone » au sein de l'armée américaine, en référence à sa désignation « B-One » (« B-1 » en anglais).

## Historique
Durant les années 1960, après l'annulation du programme du North American XB-70 Valkyrie, le Pentagone mène plusieurs études pour un nouveau bombardier stratégique capable de pénétration à basse altitude à grande vitesse. Malgré la signature de quelques contrats de développement (réacteurs en 1964, avionique en 1968), le secrétaire à la Défense Robert McNamara refuse à plusieurs reprises de financer le projet désigné AMSA (Advanced Manned Strategic Aircraft), préférant améliorer les B-52 et FB-111 déjà en service dans l'US Air Force au sein du Strategic Air Command.
Il faut donc attendre 1969 pour que le projet du B-1A soit lancé par l'administration du président des États-Unis Richard Nixon, tout juste élu. En décembre de la même année, North American-Rockwell est choisi pour développer le nouvel avion et General Electric pour les réacteurs. Comme l'US Air Force réclame une vitesse élevée tant à basse qu'à haute altitude, le choix d'une aile à géométrie variable s'impose. Le B-1A a trois soutes aux  armements dans le fuselage et ses quatre membres d'équipage sont placés dans une capsule éjectable (au lieu de sièges éjectables classiques).

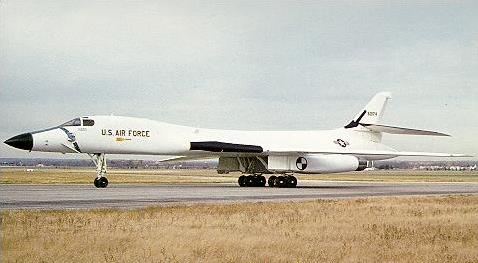
Un B-1A en livrée blanc anti-flash.

Trois prototypes et un avion de présérie sont commandés. Le premier B-1A fait son vol inaugural le 23 décembre 1974, et les campagnes d'essais des prototypes se déroulent jusqu'à la fin de 1976, date à laquelle l'US Air Force commande les premiers exemplaires de série malgré les problèmes résiduels au niveau de l'avionique très complexe. Entre temps, le coût du programme a fortement augmenté et le prix unitaire du B-1A a pratiquement doublé en 5 ans. En conséquence, le programme est annulé le 30 juin 1977 par le président Jimmy Carter, qui favorise plutôt les missiles de croisière.
Les vols d'essais et de mise au point se poursuivent néanmoins, permettant de corriger les défauts dans l'avionique, d'améliorer les réacteurs et de réduire la signature radar de l'avion. Les prototypes dépassent Mach 2 en altitude sans difficulté. En parallèle, l'US Air Force lance une consultation pour un avion capable d'emporter les nouveaux missiles de croisière de type ALCM, destinés à être largués depuis un avion. En 1980, Rockwell propose une version modifiée B-1B avec une vitesse à basse altitude améliorée, mais une vitesse à haute altitude réduite, une structure renforcée pour augmenter la capacité en carburant et en armement, la capacité d'emport des ALCM, et une signature radar divisée par 10 par rapport à celle du B-1A.
Le 2 octobre 1981, la nouvelle administration du président Ronald Reagan annonce que la proposition de Rockwell est retenue et lance officiellement la conception du nouvel avion. Deux prototypes du B-1A sont modifiés et le vol inaugural a lieu le 23 mars 1983. Le premier véritable B-1B sort d'usine en septembre 1984. Le premier appareil est livré en juin 1985 au 96e Bomb Wing de la base Dyess AFB, au Texas. Le dernier exemplaire est livré en mai 1988 et les chaînes de montage ferment définitivement. La désignation Lancer est officiellement attribuée le 1er mars 1990.

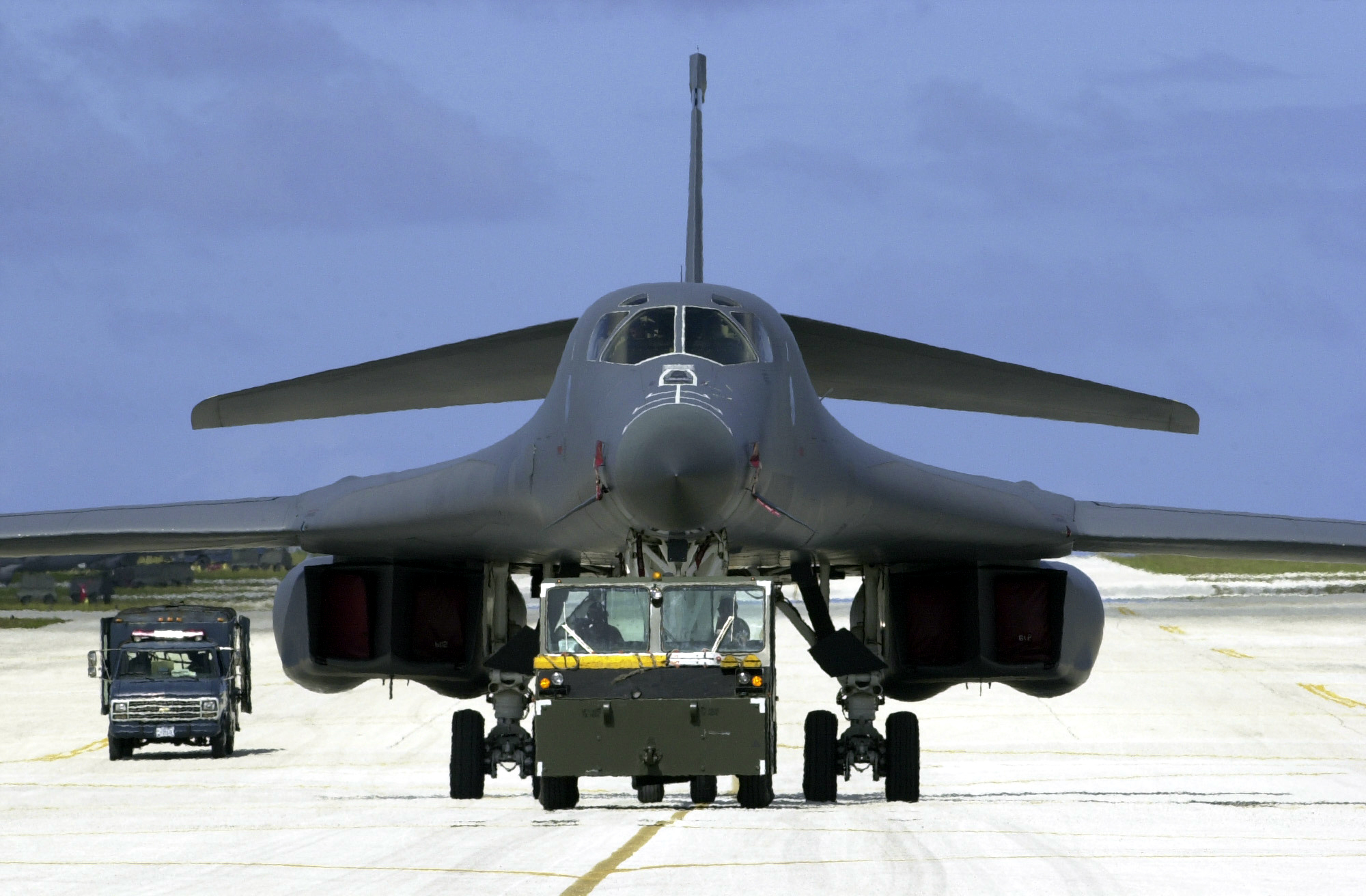
Un B-1B au sol

Un certain nombre de problèmes apparaissent après la mise en service. Lors des vols à très basse altitude en particulier, les manœuvres d'évitement de terrain consomment beaucoup de carburant si l'avion est trop chargé, ce qui réduit le rayon d'action. Des modifications doivent donc être apportées, en particulier aux commandes de vol, pour améliorer la manœuvrabilité et permettre d'emporter plus de carburant. D'autres corrections doivent être apportées au radar (mode suivi de terrain défectueux), aux systèmes de contremesures électroniques et au système d'aide à la maintenance. Un défaut au niveau des réacteurs entraîne une interdiction de vol temporaire fin 1990.
Différentes mises à niveau et améliorations des systèmes électroniques ont été réalisées (ou sont en cours) depuis le milieu des années 1990. En particulier, les B-1B ont été modifiés afin de pouvoir effectuer des missions de bombardement conventionnel.
En 2009, 66 sont en service actif. Il en reste 65 en 2010 et 63 en 2013 au sein des quatre escadrons des 7th Bomb Wing stationnés à Dyess Air Force Base et 28th Bomb Wing à Ellsworth Air Force Base et dont l'effectif est de 7 000 militaires. Ces unités passent du commandement de l'Air Combat Command à celui du Global Strike Command le 1er octobre 2015. En février 2020, on annonce une flotte réduite à 45 exemplaires les années suivantes et le remplacement de l'avion par le B-21 lorsque celui-ci sera disponible.

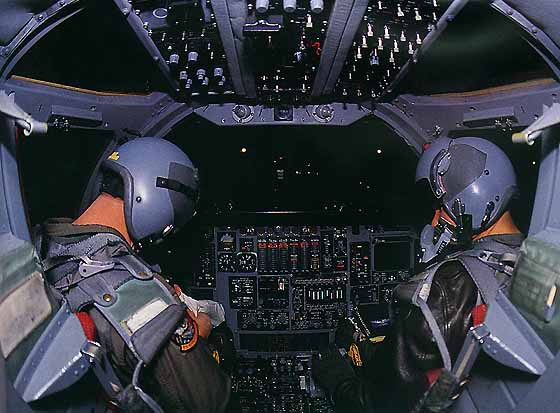
Le poste de pilotage où sont rassemblés les quatre membres d'équipage est relativement étroit pour un avion de cette taille.

La conception du lanceur rotatif commun (Common Rotary Launcher) aux B-1, B-52 et B-2 d'une masse pouvant dépasser 35 tonnes chargé commence en 1981. Il est destiné à l'origine à embarquer huit ALCM. Il faut onze heures pour charger celui-ci de manière classique, soit les huit missiles l'un après l'autre et deux heures et demie dans une installation spécialisée coûtant, pour celle demandée pour la base aérienne d'Andersen à Guam en 2020, 56 millions de dollars.
En 2011, des tests portant sur des modifications du lanceur rotatif permettent de porter la charge offensive de cet avion à 48 JDAM de 226 kg au lieu de 15 soit l'emport de quatre B-52 avec cette munition de précision.
Le 27 février 2012, Boeing annonce que le B-1B a atteint le seuil des 10 000 missions de combat.
Au 14 janvier 2014, 18 d'entre eux retirés du service sont en dépôt au 309th Aerospace Maintenance and Regeneration Group (AMARG). Au 14 avril 2018, 34 B-1B sont stockés dans cette base.
En juin 2020, le Congrès des États-Unis exige que l'USAF conserve au moins 36 B-1 prêts au combat, sur un inventaire de 62 B-1, et autorise le retrait à partir de 2021 de 17 bombardiers B-1B soit une flotte restante de 45 appareils, et le maintien d'une force d'au moins 24 avions prêts au combat. Le premier appareil est retiré en février 2021 et le dernier le 23 septembre 2021.
Il est envisagé de convertir les B-1B restants en vecteurs de missiles hypersoniques AGM-183 ARRW. Le retrait étant envisagé en 2036.

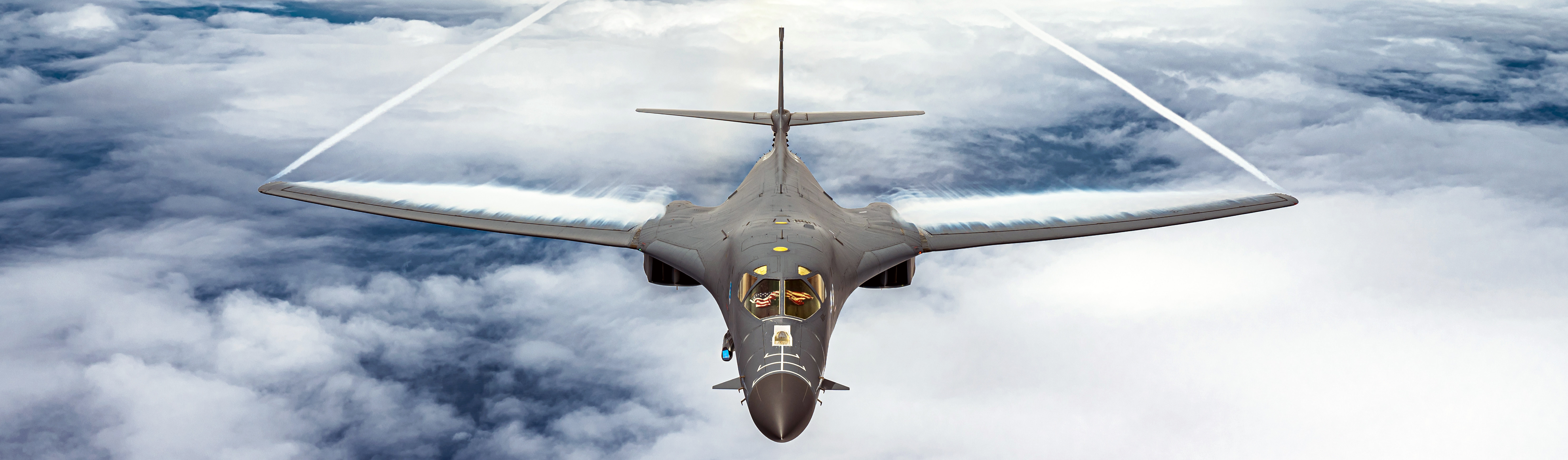
Un Rockwell B-1B Lancer en vol, durant une mission au-dessus du Pacifique en 2022.

## Coût et disponibilité

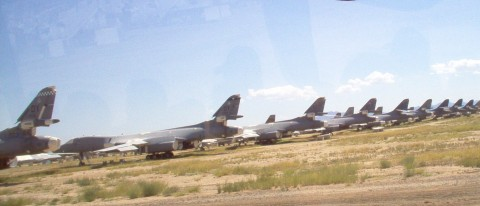
Des bombardiers B-1B Lancer en dépôt à l'AMARG dans les années 2000.

Une étude du Center for Defense Information sur le coût de l’heure de vol des avions de l'USAF donne les chiffres suivants pour le B-1 :
| Année | Coût     |
| ----- | -------- |
| 2001  | 58 474 $ |
| 2002  | 58 441 $ |
| 2003  | 65 661 $ |
| 2004  | 53 384 $ |
| 2005  | 60 234 $ |
| 2006  | 63 525 $ |
| 2007  | 52 807 $ |
| 2008  | 57 075 $ |
| 2009  | 62 594 $ |
| 2010  | 63 215 $ |

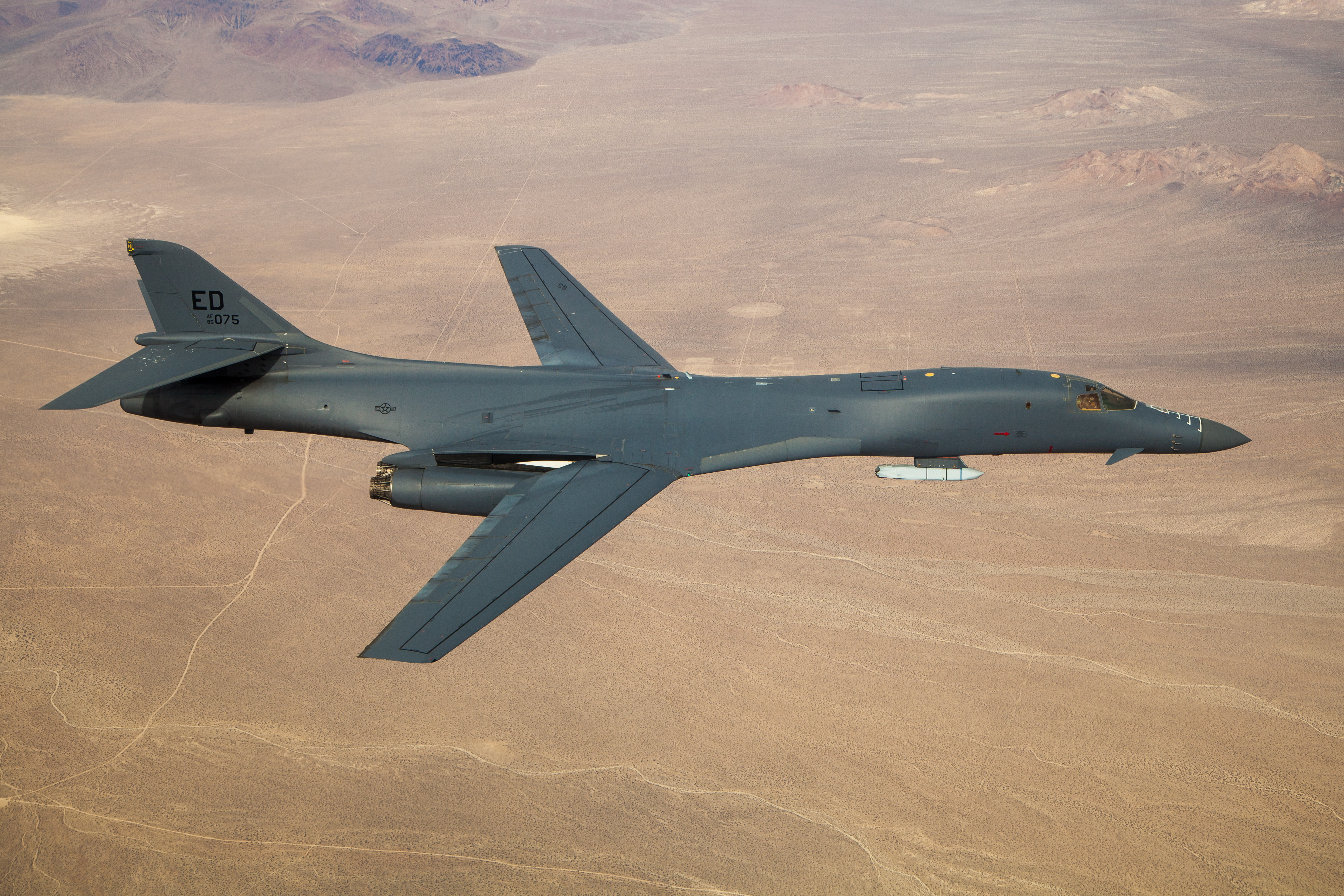
Un Rockwell B-1 Lancer transportant un missile AGM-158 JASSM au cours d'un vol de démonstration autour de l'Edwards Air Force Base en 2020.

En 2013, le taux de disponibilité des bombardiers américains était le suivant, 75 % pour le B-52, 58 % pour le B-1B et 46,8 % pour le B-2. En 2018, le taux de disponibilité est de 51,75 % et en août 2019, le général John Hyten, vice-président of Joint Chiefs of Staff, a déclaré que seulement six B-1B étaient pleinement opérationnels. 
Le coût global des 100 exemplaires construits est de 30 milliards de dollars. Le Congrès a dressé un inventaire[Quand ?] des défauts de l'appareil qui mentionne en particulier un risque de formation de givre dans les réacteurs, qui empêche de l'utiliser sur sol mouillé, boueux ou enneigé.

## Accidents
Source : B-1B Losses.
- 29 août 1984 : un prototype B-1B s'écrase lors de tests à basse altitude et basse vitesse. L'équipage utilise la capsule éjectable pour s'échapper de l'avion, mais le parachute ne se déploie pas correctement, ce qui entraîne la mort du pilote Doug Benefield[20],[21].

- 28 septembre 1987 : un B-1B est perdu, probablement à la suite d'une collision avec un gros oiseau qui a entraîné un incendie à bord. Trois des six occupants sont tués lors de l'évacuation de l'appareil.

- 19 septembre 1997 : un B-1B appartenant à l'unité 28th Bomb Wing s'écrase pendant une mission d'entraînement menée depuis la base Ellsworth Air Force Base. Les quatre membres de l'équipage sont tués. L'accident est attribué à une erreur du pilote.

- 18 février 1998 : un B-1B effectuant une mission d'entraînement depuis la base aérienne de Dyess, est perdu au-dessus du Kentucky. En réaction à l'allumage d'un voyant d'alarme sur le moteur 3, l'équipage commande l'extinction des pompes à carburant de ce moteur. Cependant, un court-circuit du panneau électrique provoque un feu, qui entraîne la fermeture des robinets coupe-feu de tous les moteurs, interdisant ainsi tout redémarrage en vol. Les quatre membres d'équipage peuvent s'éjecter et sont retrouvés sains et saufs.

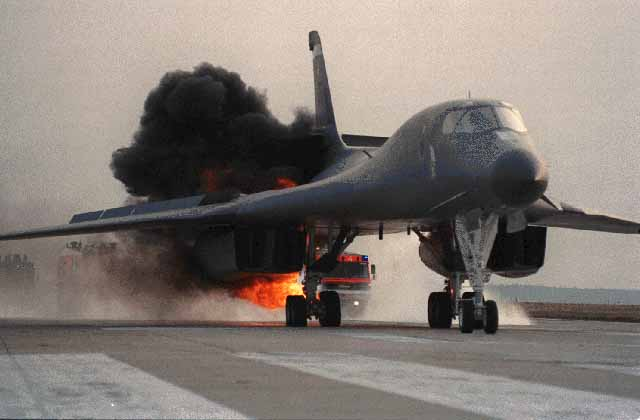
Atterrissage d'urgence d'un B-1B victime d'un incendie moteur

- 12 décembre 2001 : un B-1B est perdu au-dessus de l’océan Indien, à environ 160 km de Diego Garcia, d’où il est parti pour une mission de combat en Afghanistan. Les détails restent classifiés ; le pilote, le capitaine William Steele, attribue l'écrasement à « divers dysfonctionnements » qui ont provoqué la perte de contrôle de l’appareil. Par la suite, des informations des services de maintenance attribuent l'incident à un court-circuit ayant causé l’extinction des instruments primaires et de secours. À cause de la profondeur de l’eau dans laquelle l’avion s’est écrasé, la boîte noire n’a pas pu être récupérée et la nature exacte de l’accident n’a jamais pu être déterminée. L’avion revenait de Ellsworth AFB où il avait fait l'objet d'une inspection de routine et c’était sa première mission de combat après son retour. L’équipage a dû patienter deux heures en mer avant d’être secouru par l’USS Russell. C’est le premier B-1B perdu durant une opération de combat depuis sa mise en service en 1986.

- 8 mai 2006 : l'équipage du vol « SLIP 57 », volant sous S/N 86-0132[22], termine un vol de 11 heures vers Diego Garcia par un atterrissage sur le ventre. L'enquête de l'Air Force conclut que les pilotes « avaient oublié d'abaisser le train d'atterrissage ». L'incendie qui s'ensuit est rapidement éteint et l'équipage indemne sort par le cockpit. Quatre jours plus tard, l'appareil est levé et son train d'atterrissage déployé. Les dégâts à l'avion sont estimés à près de 8 millions de dollars[23],[24].

- 4 avril 2008 : vers 19h GMT, un B-1B prend feu après un incident au sol sur la base militaire d'Al Oudeid à 35 km au sud de Doha au Qatar ; l'équipage s'en sort indemne[25].

- 19 août 2013 : Un B-1B du 28th Bomb Wing s'écrase près de Broadus, dans le Montana, lors d'un vol d'entraînement sans faire de victime, les quatre membres d'équipage ayant réussi à s'éjecter[26].

- 4 janvier 2024 : un B-1B Lancer du 28th Bomb Wing, immatriculé 85-0085, s’écrase alors qu’il tente d’atterrir sur la base aérienne d’Ellsworth dans le Dakota du Sud, à l’issue d’un vol d’entraînement. Les quatre membres de son équipage s’éjectent avant l’impact, lequel a provoqué une explosion, suivie par un incendie[27].

## Engagements
Le B-1B fut utilisé au combat :

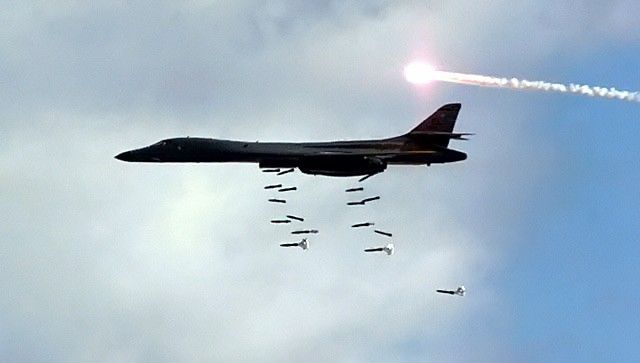
Un B-1 larguant des bombes freinées

- à partir de décembre 1998 pendant l'opération Desert Fox (bombardement de l'Irak) ;
- en 1999 pendant la guerre du Kosovo (Opération Allied Force) ;
- depuis 2001 pendant l'opération Enduring Freedom en Afghanistan dont en 2009 pendant l'opération Dinner Out (conquête de la vallée d'Alasay) au profit des forces françaises (27e BCA) en Afghanistan[28] ;
- en 2003 lors de l'invasion de l'Irak par les États-Unis (Opération liberté irakienne). Avec huit B-1B engagés, l’USAF a pu maintenir un appareil en permanence au-dessus de l’Irak pendant toute la durée du conflit. Ils ont déversé 40 % du tonnage total des bombes larguées pendant la campagne pour 5 % des sorties[29] ;
- depuis 2014 lors de la guerre contre l'État islamique ;
- en 2018 lors des bombardements de Barzé et de Him Shinshar.
- en 2024 lors de bombardements en Syrie et en Irak (à partir de la base de Dyess et Incirlik semble-t-il).

## Variantes

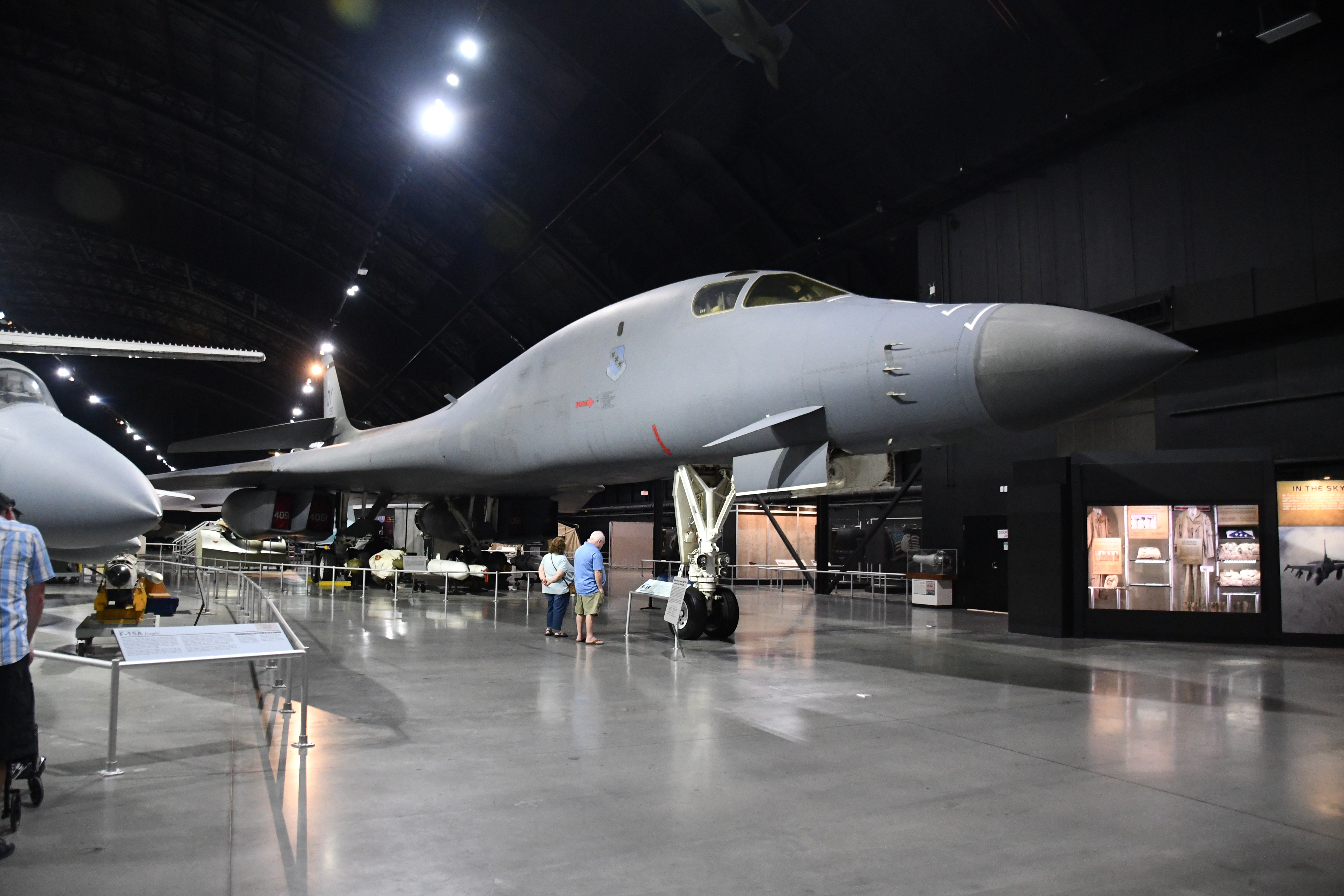
B-1B exposé au National Museum of the USAF, Dayton, OH

- B-1A - 4 prototypes
- B-1B - 100 avions de série

### Aéronefs comparables
- Tupolev Tu-22M (1969)
- Tupolev Tu-160 (1981)
- General Dynamics FB-111 (1964)
- Northrop B-2 Spirit (années 1990)